# Шибусава Eићи
Шибусава Еићи (Едо, 16. март 1840 — Токио, 11. новембар 1931) био је јапански индустријалац који је данас у јавности познат под називом "отац јапанског капитализма". Предводио је увођење западног капитализма у Јапан након Меиђи рестаурације. Увео је многе економске реформе, укључујући коришћење двоструког рачуноводства, акционарских корпорација и савремених банака које издају обвезнице.
Основао је прву модерну банку засновану на власништву акционара у Јапану. Банка је прикладно названа Првом националном банком (Даи Ићи Кокурицу Гинко, која је сада спојена у Мизухо банку) и имала је моћ издавања сопствених белешки. Преко ове банке основао је стотине других акционарских корпорација у Јапану. Многе од ових компанија и данас преживе до данас, а цитирају их компаније на Токијској берзи, коју је основао Шибусава. Такође је основао и јапанску привредну и индустријску комору. Такође је учествовао у оснивању многих болница, школа, универзитета (укључујући и први женски универзитет), хотела Империал у Токију и добротворних организација, укључујући јапански Црвени крст.
Други значајан аспект Шибусавине каријере је тај што је, упркос томе што је био оснивач стотина корпорација, одбио да одржи контролни пакет акција у тим корпорацијама, ефективно спречавајући себе да формира заибацу. Оно што је познато као Шибусава заибацу била је холдинг компанија која је бринула о свом имању због породице. Шибусава Заибацу није имао ниједан контролни пакет акција ни у једној компанији. Упркос свом ниском пореклу као земљорадник, добио је титулу висконт, док су сви остали оснивачи заибацуа добили звање барона. Такође је награђен Шонии-ом, другом почасти по систему рицурио-а, који се обично додељује високом племству и премијерима. 9. априла 2019. године објављено је да ће Еићи бити историјска личност представљена на јапанским новчаницама од 10000 јена за које се очекује да уђу у оптицај око 2024. године.

## Живот
Шибусава је рођен 16. марта 1840. године у сеоској кући у Ћиараијима (која се налази у данашњем граду Фукаиа у префектури Саитама). Као дечак учио је читање и писање од свог оца. Одрастао је помажући у породичном бизнису суварења на пољу, производње и продаје индига и узгоја свиле, а касније је проучавао конфуцијску класику и историју Јапана, под надзором Одака Јунћу, научника који је био његов рођак.
Под утицајем соно јои (протерај варваре; поштуј цара) осећања, он је заједно са рођацима и пријатељима формулисао план да униште дворац Такасаки и запале ватру у насељу у Јокохами. На крају, међутим, овај план је отказан и он је прешао у Кјото.
Шибусава је напустио свој родни град у доби од двадесет три године и ушао у службу Хитоцубаши Јошинобу (тада у реду за место шогун). Одликовао се својим радом на јачању финансија домаћинстава породице Хитоцубаши.
Када је имао двадесет седам година, посетио је Француску и друге европске земље као члан делегације Токугава Акитаке-а у Изложби Универселе (1867). На овом путовању Шхибусава је први пут посматрао модерна европска друштва и културе и схватила важност индустријског и економског развоја.
По повратку из Европе на вестима о промени влада које су сада познате као Меиђи рестаурација, основао је Шохо Каишо, једно од првих акционарских друштава у Јапану, у префектури Шизуока. Након тога, влада Меиђи позвала га је да постане члан Министарства финансија, где је постао покретач модерног Јапана као шеф канцеларије Министарства финансија задужене за реформе .
Године 1873. Шибусава је поднео оставку из Министарства финансија и постао председник Даи-ићи банке (Прве националне банке). Ово је била прва модерна банка у Јапану, основана под његовим вођством, док је још увек био запослен у Министарству финансија. С овом банком као базом, Шибусава се посветио оснивању и подстицању свих врста предузећа
Шибусава је током свог живота био заговорник идеје да добра етика и посао треба да буду у складу. Каже се да је број предузећа у којима је учествовао као оснивач или присталица већи од пет стотина, и укључује Мизухо Финеншал Груп, Банку 77, Токио Марине Нићидо, Империал Хотел, Токијску берзу, Токио Гас, Тоиобо, Токио Корпорејшн, Кеихан Електрична железница, Таихеиио Цемент, Компанија Ођи Пејпр, Пивара Сапоро, НИК Лине, Железница Гиеонгин и Гиеонгбу у Кореји. Био је председник Токијске привредне коморе. Штавише, предводио је многа дела за бољитак друштва и био је ентузијастични заговорник образовања, посебно високог образовања у области пословања попут тренутног Универзитета Хитоцубаши и тренутног Токијског универзитета Кеизаи, високог образовања за жене и приватних школа. Шибусава се укључио у око 600 пројеката везаних за образовање, социјалну заштиту и друге. Поред тога, Шибусава је уложио напоре да промовише размену робе и добре воље преко државних граница, путем дипломатије приватног сектора.
1902. посетио је Немачку, Француску и Велику Британију.
Како би одали почаст посети Барона Шибусаве 1915. Сједињене Америчке Државе, 2. децембра 1915. године, у великој сали хотела Астор, приредиле су вечеру, где је јапански амбасадор Сутеми Ћинда говорио О растућим позитивним односима између САД-а и Јапана. Било је 360 гостију који су присуствовали овој вечери и плесу. Следеће вечери, 3. децембра 1915. године, два бивша америчка председника одали су почаст баруну Шибусави присуствовајући дипломатском пријему за банкете у Њујорку. ”
Овом дипломатском банкету 1915. године присуствовало је око шездесет угледних чланова америчког и јапанског друштва који су обухватали председнике универзитета, активисте за политичка права, осниваче издавачких фирми, новинаре, челнике банкарства и финансија и многе друге угледне појединце. У то време је о овом догађају било извештаја у новинама, али изненађујуће нису помињали да су председници Теодор Рузвелт и Вилиам Ховард Тафт присуствовали како би одали почаст свом угледном страном посетиоцу, можда из безбедносних разлога. , јер је Први светски рат управо избио у Европи, а Јапан се већ придружио својим демократским европским савезницима, а САД би ускоро могле да уђу и у сукоб.
Бројни угледни гости из иностранства посетили су резиденцију Шибусава у Асукајами, где су искрено разговарали са њим.
Шибусава је у разним кприликама служио последњег јапанског шогуна, Токугава Јошинобу. Након завршетка шогуната у Токугави, Шибусава је наставио као пријатељ и политички савезник Јошинобуовог сина принца Иесато Токугава (познатог и као Токугава Иесато). Ова два импресивна државника Еићи Шибусава и Иесато Токугава заједно су се трудили да одрже демократију у Јапану и промовишу међународну добру вољу са Сједињеним Државама и са осталим савезницима Јапана.
Године 1917, из саучешћа због патње која је проузрокована огромном смрћу и разарањем у Европи током Првог светског рата, принц Иесато Токугава и барон Еићи Шибусава, који представљају Јапан, издали су писмо саучешћа у коме су одали почаст својим савезницима. Јапан није само војно подржавао своје демократске савезнике у њиховим ратним напорима, већ је помагао и болесним и рањеним током рата. Ова књижица о саучешћу описала је Јапанце који су створили удружење које је прикупило новчани фонд који је дарован савезничким нацијама. Принц Иесато Токугава био је председник ове организације, а барон Еићи Шибусава потпредседник. Многи најјачи лидери Јапана допринели су чланцима у овој књижици изражавајући своју подршку Савезницима. Ова брошура објављена је у француском и енглеском издању. Књига је била насловљена: Јапан својим савезницима: порука практичне симпатије Јапанског удружења за помоћ болесним и рањеним војницима и другима који пате од рата у савезничким земљама.
Шибусава је умро у деведесет првој години 11. новембра 1931. године.

## Почасти
- Grand Cordon of the Order of the Sacred Treasure (24. август 1911)
- Grand Cordon of the Order of the Rising Sun with Paulownia Flower (10. новембар 1928)
- Senior Second Rank (10. новембар 1931)

*Све наведене титуле су се односиле на одреде додељиване искључиво јапанској аристократији.

## Фикција
Шибусава је, заједно са многим другим познатим историјским личностима из Меиђи рестаурације, споредни лик у историјском фантастичном роману Теито Моногатари Арамата Хироши. У адаптацији из 1988. године, на западу познато као Токио: Последњи мегалополис, портретирао га је познати јапански глумац Кацу Шинтаро. У анимираној адаптацији глас је Осаму Сака.
Барон Шибусава истакнут је у историјском роману Цар и шпијун, Стан С. Катз. Током великог земљотреса 1923. године, Барон Шибусава приказан је активно у помагању многим Јапанцима који су повређени током те велике катастрофе. У овом роману представљено је и пријатељство између барона Шибусаве и Токугаве.